# Der schweigende Mund
Der schweigende Mund ist ein österreichisches Filmmelodram aus dem Jahre 1951 von Karl Hartl mit Oskar Homolka, Gisela Uhlen und Curd Jürgens in den Hauptrollen.

## Handlung
Die als Tänzerin auftretende Stella Hirth, Gattin des deutlich älteren Rechtsanwalts Dr. Hirth, entdeckt nach einer Soirée, die sie in Abwesenheit ihres Manns gegeben hatte, in ihrem Schlafzimmer einen Toten. Es handelt sich dabei um einen gewissen Kardosch, wie sich später herausstellen soll. Aus Angst davor, dass ihr heimkehrender Gatte, den sie sehr liebt, daraus falsche Schlüsse ziehen und glauben könnte, dass es sich bei der Leiche um einen bislang unbekannten Liebhaber handelt, schafft sie den Ermordeten eigenhändig beiseite. Stella gerät nunmehr unter Mordverdacht, da sich bald herausstellt, dass sie früher einmal mit dem zwielichtigen Toten verlobt gewesen war.
Dieser hatte versucht, mit diesem Geheimnis Stella zu erpressen und, sollte sie nicht seinen Forderungen nachkommen, an ihren Mann Dr. Hirth heranzutreten. Stella schwört ihrem Gatten, ihren früheren Freund nicht ermordet zu haben. Als später die Täterin ermittelt wird, übernimmt Dr. Hirth deren Verteidigung. Dadurch erfährt der Anwalt auch von den Umständen, die seine Gattin in den Fall involvieren ließen. Nun nimmt er genau das an, wovor Stella ihn bewahren wollte: Nämlich dass er annehmen muss, bei Kardosch handelte es sich um ihren Noch-Immer-Liebhaber. Hirths nunmehr erwecktes Misstrauen führt dazu, dass beider Ehe ernsthaft in Gefahr gerät, zumal Stella auch einen innigen (aber platonischen) Kontakt mit dem Architekten Reinhold pflegt.

## Produktionsnotizen
Der schweigende Mund entstand im Sommer 1951 in den Filmateliers von Thalerhof bei Graz (Atelier) sowie in Graz selbst und Umgebung (Außenaufnahmen). Die Uraufführung erfolgte am 27. September 1951 in Düsseldorf, die Wiener Premiere erfolgte am 30. November 1951, die Berliner am 29. April 1952. Am 8. Januar 1966 war die deutsche Fernseherstausstrahlung im ZDF.
Produzent Anton Profes übernahm auch die Produktionsleitung. Fritz Jüptner-Jonstorff gestaltete die Filmbauten. Fred Adlmüller entwarf die Kostüme. Dem Film lag eine Erzählung von Hugo M. Kritz zugrunde.
Für Hauptdarsteller Homolka markierte Der schweigende Mund nach 18 Jahren im anglo-amerikanischen Exil die Rückkehr zum deutschsprachigen Film.

## Wissenswertes
Der Film ist ein Remake des Krimis Es geht um mein Leben, den 1936 Richard Eichberg verfilmt hatte.

## Kritiken
Im Spiegel hieß es: „Mit kleinem Mord verquirlter Unterhaltungsfilm unter Ausschluß der Wahrscheinlichkeit (Leiche: Albin Skoda). Kleinstädtisches Ehedrama zwischen ergrauendem Anwalt und junger Tänzerin (Gisela Uhlen), deren Dreiecksbeziehung zu einem edlen Architekten (Curd Jürgens) platonisch bleibt. Stilles Come-back für Oskar Homolka nach 18 erfolgreichen Auslandsjahren.“
Das Lexikon des Internationalen Films urteilt: „Die platonische Beziehung seiner jungen Frau zu einem noblen Architekten löst bei einem älteren Rechtsanwalt eine Vertrauenskrise aus. Kleinstädtisches Ehedrama mit kriminalistischem Einschlag ohne Anspruch auf Logik oder psychologische Glaubhaftigkeit.“